# Super Freak
Super Freak – singel amerykańskiego piosenkarza Ricka Jamesa napisany wspólnie z Alonzo Millerem, wydany w 1981 jako drugi singel promujący jego piąty album zatytułowany Street Songs.
Wyprodukowany przez samego Ricka Jamesa, jest najpopularniejszym utworem w jego dorobku.

## Powstanie
„Super Freak” powstał na przełomie grudnia 1980 i stycznia 1981 tak jak cały materiał na płytę Street Songs w studiach Record Plant oraz Hitsville U.S.A. Recording Studio w Kalifornii. Utwór został wydany w 10 lipca 1981 roku, kilka miesięcy po wydaniu albumu. W utworze wystąpili gościnnie basiści z grupy The Temptations – Melvin Franklin i Greg Brown oraz współpracująca z Jamesem już wcześniej kanadyjska piosenkarka Taborah Johnson, którzy razem odpowiadają za wokal wspierający, gdy James mówi „Temptations, sing!”. Na końcu utworu, gdy Rick James woła „Blow, Danny!”, solo na trąbce wykonuje Daniel LeMelle z grupy Stone Band City.
Ordynarny jak na początek lat 80. tekst utworu opowiada o seksualnych przygodach gwiazdy. Początkowo dobrze się bawi w otoczeniu perwersyjnej dziewczyny (prostytutki), której „nie zabiera do domu swojej mamy”. Dziewczyna czeka razem ze swoimi przyjaciółkami za kulisami proponując Ménage à trois, ostatecznie czekając na niego sama w hotelowym pokoju.
Początkowo piosenkarz nie chciał umieszczać utworu na płycie, jednak zmienił zdanie twierdząc, że chce mieć piosenkę „do której biali ludzie mogliby tańczyć”.
Do utworu powstał teledysk w reżyserii Nicka Saxona wydany rok później.

## Odbiór i wykorzystanie
Utwór zadebiutował na 16. pozycji Hot 100 magazynu Billboard, natomiast w zestawieniu Dance Club Songs tego samego magazynu, zajął miejsce pierwsze i pozostając na nim przez trzy tygodnie. Utwór znalazł się również wysoko na listach przebojów między innymi w Holandii, Belgii i Nowej Zelandii.
„Super Freak” w 1982 zdobył nominację do nagród Grammy w kategoriach Best Male Rock Vocal Performance, przegrywając z utworem „Jessie’s Girl” Ricka Springfielda oraz Best Male Rhythm & Blues Vocal Performance przegrywając z utworem „One Hundred Ways” Quincy Jonesa z udziałem Jamesa Ingrama.
Utwór został umieszczony na 153. miejscu listy 500 utworów wszech czasów magazynu Rolling Stone w 2021 roku.
Sam utwór został użyty jako sampel w utworze „U Can’t Touch This” amerykańskiego rapera MC Hammera, zdobywając nagrodę Grammy w kategorii Best R&B Song w 1991 roku, był to również pierwszy utwór z gatunku hip-hop, który został nominowany do nagrody nagrania roku. Rick James złożył pozew przeciwko MC Hammerowi za wykorzystanie fragmentu „Super Freak” bez jego zgody, jednak spór zakończył się pokojowo, uznając Jamesa za współautora piosenki, dzięki czemu ten mógł odbierać honorarium autorskie za sprzedaż „U Can’t Touch This”. Sam Rick James nie przepadał za utworem i za jego popularnością. Utwór został wykorzystany ponownie, w hicie „Super Freaky Girl” raperki Nicki Minaj w 2022 roku.